# Myriopathes catharinae
Myriopathes catharinae är en korallart som först beskrevs av Ferdinand Albin Pax 1932.  Myriopathes catharinae ingår i släktet Myriopathes och familjen Myriopathidae. Inga underarter finns listade i Catalogue of Life.